# Sedum yvesii
Sedum yvesii är en fetbladsväxtart som beskrevs av R.-hamet. Sedum yvesii ingår i Fetknoppssläktet som ingår i familjen fetbladsväxter. Inga underarter finns listade i Catalogue of Life.